# Montardon
Montardon ist eine französische Gemeinde mit 2.420 Einwohnern (Stand: 1. Januar 2022) im Département Pyrénées-Atlantiques in der Region Nouvelle-Aquitaine. Sie gehört zum Arrondissement Pau und zum Kanton Terres des Luys et Coteaux du Vic-Bilh (bis 2015: Morlaàs). Die Einwohner werden Montardonnais genannt.

## Geographie
Montardon liegt in der historischen Provinz Béarn am Fluss Luy de Béarn. Umgeben wird Montardon von den Nachbargemeinden Serres-Castet im Norden und Westen, Navailles-Angos im Norden, Saint-Castin im Osten, Buros im Südosten, Pau im Süden sowie Lons im Südwesten.

## Bevölkerungsentwicklung
| 1962 | 1968 | 1975 | 1982 | 1990 | 1999 | 2006 | 2012 |
| ---- | ---- | ---- | ---- | ---- | ---- | ---- | ---- |
| 232  | 369  | 650  | 1130 | 1437 | 1836 | 2149 | 2343 |

## Sehenswürdigkeiten
- Kirche Saint-Michel, erbaut im 18. Jahrhundert
- Reste einer Burganlage aus 1385
- einige Bürgerhäuser und Bauernhöfe aus dem 18. Jahrhundert